# アリス (テレビドラマ)
『アリス』（ありす、朝: 앨리스）は2020年8月28日から10月24日まで放送された大韓民国のテレビドラマである。
感情のない刑事と物理学教授の物語を描くSFヒューマンラブストーリー。
日本では『アリス 運命のタイムトラベル』というタイトルで、KNTV、衛星劇場などで放送された。

## あらすじ
2050年、人類は時間旅行（タイムトラベル）に成功し、時間旅行を運営する「アリス」が存在するが、時間旅行の終末を記した”予言書”の存在が噂されていた。
アリスを構築した科学者ユン・テイ（キム・ヒソン）はユ･ミンヒョク（クァク･シヤン）とともに予言書を追って1992年に行き、予言書の入手に成功する。だが、自身が妊娠していることに気づいたテイは、パク・ソニョンとして1992年にとどまり息子ジンギョムを出産する。ジンギョムは生まれつき共感能力のない失感情症を患っていた。
2010年、高校生になったジンギョム（チュウォン）は母ソニョンの誕生日を祝った。しかし、直後にソニョンは何者かに殺される。
10年後、刑事となったジンギョムは母と瓜二つの大学教授ユン・テイ（キム・ヒソン）と出会う。
ジンギョムは母が遺した謎のカードの調査をテイに依頼するが、その後次々と不可解な出来事や殺人事件が発生し、時間旅行者（タイムトラベラー）の存在が明らかになっていく。

## キャスト

### 主要人物
パク・ジンギョム：チュウォン
主人公。ソウル南部警察署2チーム所属の刑事。
生まれつきの失感情病を患う。母を殺害した犯人を探す矢先に母と瓜二つのユン・テイと出会う。
ユン・テイ：キム・ヒソン（一人二役）
ヒロイン。タイムトラベルの研究をしている大学の物理学教授。
ジンギョムに協力していくうちに秘密が明らかになる。
パク・ソニョン：キム・ヒソン（一人二役）
アリスの開発に携わる科学者。ジンギョムの母。
1992年の世界で息子を出産した。
ユ・ミンヒョク：クァク・シヤン
タイムトラベル「アリス」のガイドチーム長。
キム・ドヨン：イ・ダイン
ジンギョムの高校時代の同級生。新聞記者。
コ・ヒョンソク：キム・サンホ
ジンギョムが所属するソウル南部警察署2チーム長。
身寄りのいないジンギョムにとって、父のような存在でもある。
ソク・オウォン：チェ・ウォニョン
カイバー先端科学研究所長。

### ソウル南部警察署2チーム
キム・ドンホ：イ・ジェユン
刑事。
時にジンギョムに協力することがある。
ハ・ヨンソク：チョン・ウク
刑事。
ホン・ジョンウク
刑事。

### アリスの関係者
キ・チョルアム：キム・ギョンナム
アリスの本部長。
ソニョンに目障りな預言書の回収を命じる。
オ・シヨン：ファン・スンオン
アリス管制室室長。ソニョンらの友人。

### テイの家族
テイの父：チェ・ジョンウ
テイの養父。中華料理店経営。
テイの母：オ・ヨンシル
テイの養母。中華料理店経営。
テヨン：ヨヌ（MOMOLAND）
テイの義妹。

## 賞・ノミネート
チュウォンが、2020年SBS演技大賞でプロデューサー賞を受賞した。

## 視聴率
最高視聴率は10.6%（4話）。最低視聴率は4.1%（1話）。